# Svømning under sommer-OL 2008 - 200m Fri Kvinder
Konkurrencen i 200m fri for kvinder under OL 2008 blev afholdt 11. – 13. august.

## Indledende Heats 11. august

### 1. Heat
| Bane | Navn                 | Nationalitet | Tid     | Noter |
| ---- | -------------------- | ------------ | ------- | ----- |
| 4    | Nataliya Khudyakova  | Ukraine      | 2:02.27 |       |
| 5    | Natthanan Junkrajang | Thailand     | 2:02.88 |       |
| 2    | Milica Ostojic       | Serbien      | 2:03.19 |       |
| 7    | Heysi Villarreal     | Cuba         | 2:03.23 |       |
| 3    | Anja Trisic          | Kroatien     | 2:03.57 |       |
| 6    | Sigrun Sverrisdottir | Island       | 2:04.82 |       |

### 2. Heat
| Bane | Navn                 | Nationalitet | Tid     | Noter |
| ---- | -------------------- | ------------ | ------- | ----- |
| 4    | Elina Partoka        | Estland      | 2:00.64 |       |
| 5    | Nina Rangelova       | Bulgarien    | 2:00.66 |       |
| 7    | Hoi Shu Stephanie Au | Hongkong     | 2:00.85 |       |
| 2    | Louise Mai Jansen    | Danmark      | 2:01.30 |       |
| 6    | Lynette Lim          | Singapore    | 2:02.30 |       |
| 8    | Christine Mailliet   | Luxembourg   | 2:02.91 |       |
| 3    | Melanie Nocher       | Irland       | 2:04.29 |       |
| 1    | Keora Lee            | Korea        | 2:05.71 |       |

### 3. Heat
| Bane | Navn                | Nationalitet     | Tid     | Noter |
| ---- | ------------------- | ---------------- | ------- | ----- |
| 5    | Ranomi Kromowidjojo | Holland          | 2:00.02 |       |
| 7    | Jördis Steinegger   | Østrig           | 2:00.52 |       |
| 1    | Anna Stylianou      | Cypern           | 2:00.55 |       |
| 6    | Monique Ferreira    | Brasilien        | 2:00.64 |       |
| 3    | Paulina Barzycka    | Polen            | 2:00.92 |       |
| 4    | Melissa Corfe       | Sydafrika        | 2:00.95 |       |
| 8    | Chin-Kuei Yang      | Kinesiske Taipei | 2:02.84 |       |
| 2    | Eleni Kosti         | Grækenland       | 2:04.55 |       |

### 4. Heat
| Bane | Navn                    | Nationalitet   | Tid        | Noter |
| ---- | ----------------------- | -------------- | ---------- | ----- |
| 2    | Jiaying Pang            | Kina           | 1:57.37 SE | OR    |
| 4    | Allison Schmitt         | USA            | 1:57.38 SE |       |
| 3    | Camelia Alina Potec     | Rumænien       | 1:57.65 SE |       |
| 5    | Joanne Jackson          | Storbritannien | 1:58.00 SE |       |
| 7    | Stephanie Horner        | Canada         | 1:58.35 SE |       |
| 1    | Melania Felicitas Costa | Spanien        | 1:59.50    |       |
| 8    | Maki Mita               | Japan          | 1:59.96    |       |
| 6    | Annika Lurz             | Tyskland       | 1:59.98    |       |

### 5. Heat
| Bane | Navn                     | Nationalitet   | Tid        | Noter |
| ---- | ------------------------ | -------------- | ---------- | ----- |
| 4    | Sara Isakovic            | Slovenien      | 1:55.86 SE | OR    |
| 3    | Caitlin McClatchey       | Storbritannien | 1:56.97 SE |       |
| 5    | Bronte Barratt           | Australien     | 1:57.75 SE |       |
| 2    | Ophelie-Cyrielle Etienne | Frankrig       | 1:57.93 SE |       |
| 6    | Josefin Lillhage         | Sverige        | 1:57.98 SE |       |
| 1    | Ida Marko-Varga          | Sverige        | 1:58.21 SE |       |
| 7    | Petra Dallmann           | Tyskland       | 2:00.21    |       |
| 8    | Genevieve Saumur         | Canada         | 2:00.49    |       |

### 6. Heat
| Bane | Navn                 | Nationalitet | Tid        | Noter |
| ---- | -------------------- | ------------ | ---------- | ----- |
| 5    | Frederica Pellegrini | Italien      | 1:55.45 SE | VR    |
| 4    | Katie Hoff           | USA          | 1:57.20 SE |       |
| 2    | Agnes Mutina         | Ungarn       | 1:57.25 SE |       |
| 1    | Haruka Ueda          | Japan        | 1:57.64 SE |       |
| 3    | Linda Mackenzie      | Australien   | 1:57.96 SE |       |
| 6    | Aurore Mongel        | Frankrig     | 1:58.11 SE |       |
| 7    | Qianwei Zhu          | Kina         | 1:59.52    |       |
| 8    | Daria Belyakina      | Rusland      | 1:59.72    |       |

## Semifinaler

### 1. Semifinale
| Bane | Navn            | Nationalitet   | Tid        | Noter |
| ---- | --------------- | -------------- | ---------- | ----- |
| 4    | Sara Isakovic   | Slovenien      | 1:56.50 KF |       |
| 5    | Katie Hoff      | USA            | 1:57.01 KF |       |
| 3    | Jiaying Pang    | Kina           | 1:57.34 KF |       |
| 2    | Bronte Barratt  | Australien     | 1:57.55 KF |       |
| 7    | Linda Mackenzie | Australien     | 1:58.19    |       |
| 6    | Haruka Ueda     | Japan          | 1:58.44    |       |
| 1    | Joanne Jackson  | Storbritannien | 1:58.70    |       |
| 8    | Ida Marko-Varga | Sverige        | 1:59.41    |       |

### 2. Semifinale
| Bane | Navn                     | Nationalitet   | Tid        | Noter |
| ---- | ------------------------ | -------------- | ---------- | ----- |
| 4    | Frederica Pellegrini     | Italien        | 1:57.23 KF |       |
| 2    | Camelia Alina Potec      | Rumænien       | 1:57.71 KF |       |
| 5    | Caitlin McClatchey       | Storbritannien | 1:57.73 KF |       |
| 7    | Ophelie-Cyrielle Etienne | Frankrig       | 1:58.00 KF |       |
| 6    | Allison Schmitt          | USA            | 1:58.01    |       |
| 8    | Aurore Mongel            | Frankrig       | 1:58.08    |       |
| 3    | Agnes Mutina             | Ungarn         | 1:58.15    |       |
| 1    | Josefin Lillhage         | Sverige        | 1:59.29    |       |

## Finale
| Bane | Navn                     | Nationalitet   | Tid       | Noter |
| ---- | ------------------------ | -------------- | --------- | ----- |
| 3    | Frederica Pellegrini     | Italien        | 1:54.82   | VR    |
| 4    | Sara Isakovic            | Slovenien      | 1:54.97 ' |       |
| 6    | Jiaying Pang             | Kina           | 1:55.05   | AS    |
| 5    | Katie Hoff               | USA            | 1:55.78   | AM    |
| 7    | Camelia Alina Potec      | Rumænien       | 1:56.87   |       |
| 1    | Caitlin McClatchey       | Storbritannien | 1:57.65   |       |
| 2    | Bronte Barratt           | Australien     | 1:57.83   |       |
| 8    | Ophelie-Cyrielle Etienne | Frankrig       | 1:57.83   |       |